# Koszule nasycone woskiem
Koszule nasycone woskiem (tytuł oryginalny: Këmishët me dyllë) – albański film fabularny z roku 1987 w reżyserii Besima Kurtiego, na motywach powieści Guna e zeze Gaqo Bushaki.

## Opis fabuły
Akcja filmu rozgrywa się w II połowie XIX w, w czasie powstań antyosmańskich. Jano dowodzi jedną z czet. Kiedy giną dwie osoby z oddziału Jano zastanawia się nad sensem dalszej walki i myśli o jej zakończeniu. Kiedy Turcy zabierają siłą do armii grupę młodych Albańczyków decyduje się kontynuować walkę. Film realizowano we wsi Palasë k. Wlory.

## Obsada
- Zef Bushati jako Jano Zefi
- Artur Gorishti jako syn Lamji
- Piro Malaveci jako Lamja
- Ahmet Pasha jako Mehmet
- Spiro Petromilo jako Petro
- Ndrek Shkjezi jako właściciel zajazdu
- Ilia Shyti jako Vaso
- Pandi Siku jako Koburja
- Shkëlqim Basha
- Mariana Kondi